# Green Templeton College

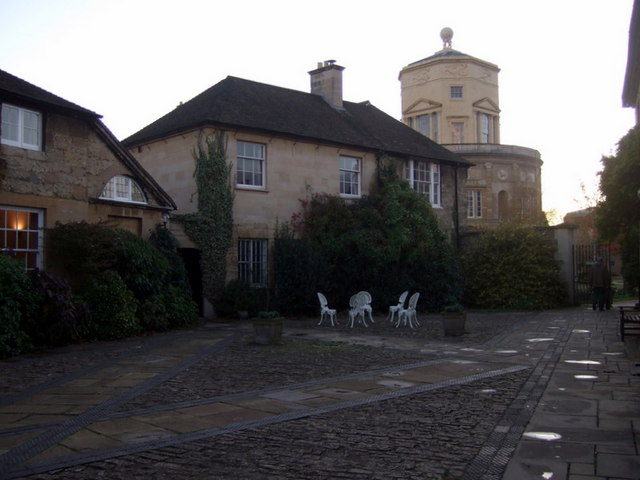
Lankester Quad vid Green Templeton College, vy mot Radcliffe Observatory.

Green Templeton College är ett college vid Oxfords universitet i England, bildat 2008 genom sammanslagning av Green College och Templeton College, grundade 1979 respektive 1965. De ursprungliga collegen var i sin tur uppkallade efter donatorerna Cecil Howard Green, grundare av Texas Instruments, och investmentbankiren John Templeton. 
Byggnaderna ligger i Oxfords norra del, vid Woodstock Road. Collegets lokaler omfattar bland annat universitetets tidigare observatoriebyggnad, Radcliffe Observatory, som ligger i mitten av collegekvarteret och idag bland annat fungerar som collegets matsal och sällskapsrum. 
Green Templeton College och dess föregångare har sedan starten varit öppna för både manliga och kvinnliga studerande på postgradual nivå. Collegets akademiska profil är huvudsakligen inriktad på samhälls-, human- och miljövetenskaper samt ekonomi och medicin.